# Mont Sainte-Victoire (Paul Cézanne)
Mont Sainte-Victoire zijn diverse impressionistische schilderijen van het gebergte Mont Sainte-Victoire die de Franse kunstschilder Paul Cézanne schilderde.
Het gebergte ligt in het zuiden van Frankrijk, dicht bij Aix-en-Provence en was vlak bij zijn huis. Het gebergte inspireerde meerdere kunstenaars.
De schilderijenserie van de Mont Sainte-Victoire was een belangrijke serie in de ontwikkeling van het impressionisme naar meer kubistische schilderijen. Cézanne laat in deze schilderijen het klassieke perspectief los en gaat gebruik maken van kleurverschillen om diepte te creëren. Felle kleuren werden veelal op de voorgrond geplaatst, terwijl mattere kleuren meer op de achtergrond kwamen. Hierdoor ontstaat hetzelfde gevoel van dieptewerking.
Een meer gangbare verklaring luidt dat Cézanne niet zozeer de uiterlijke verschijningsvorm van landschapselementen wilde vastleggen als reflecties van licht, zoals de Impressionisten, maar eerder de innerlijke structuur, in een streng geometrisch netwerk van parallelle penseelstreken. Daarom wordt zijn werk eerder tot het postimpressionisme gerekend en had het als zodanig grote invloed op schilders als Picasso en Braque, die met behulp daarvan het analytisch kubisme ontwikkelden, kort na Cézannes dood.
Enkele schilderijen:

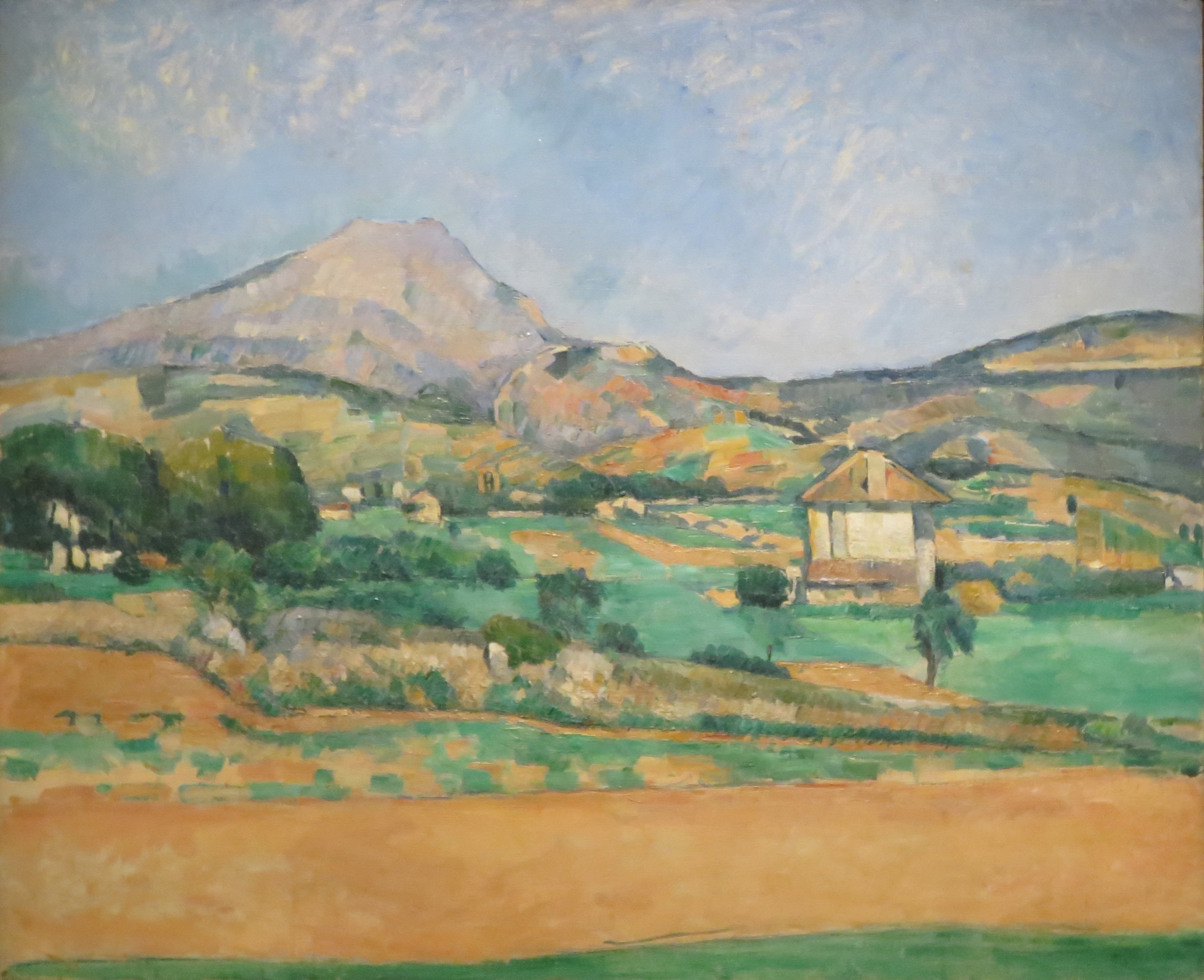
Plain with Mont Sainte Victoire
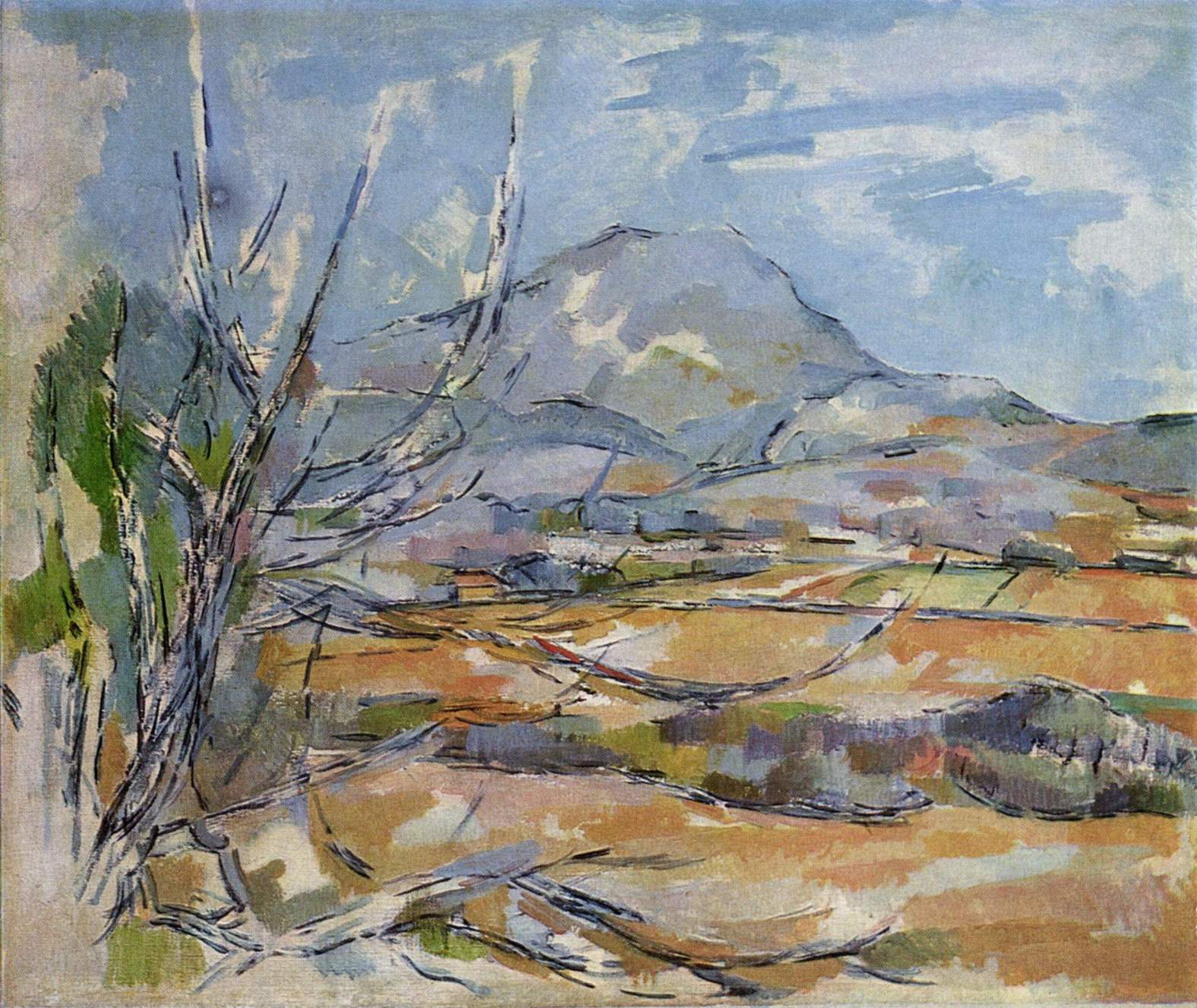
Mont Sainte-Victoire 1885-1887, National Gallery of Scotland, Edinburgh
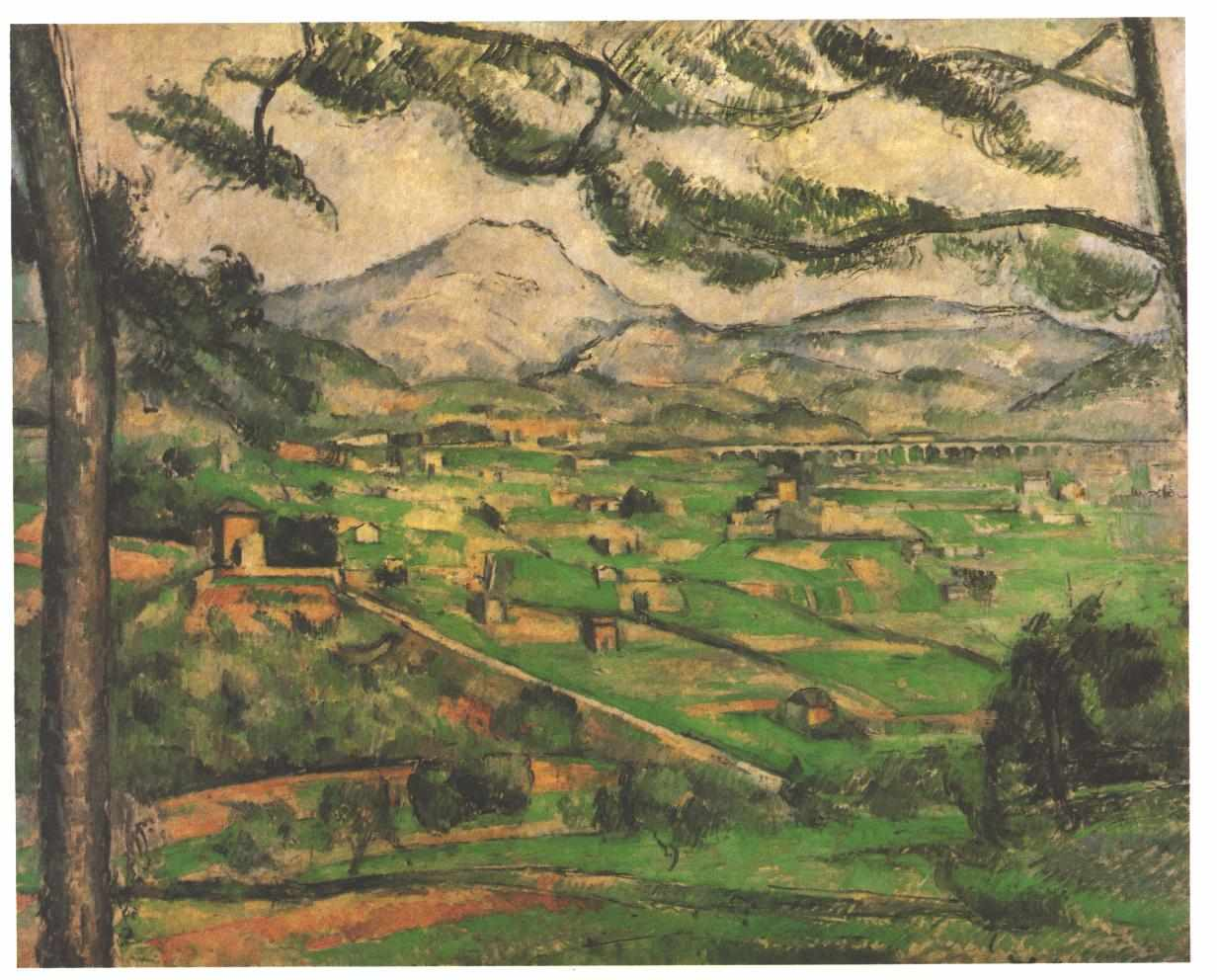
Great pine
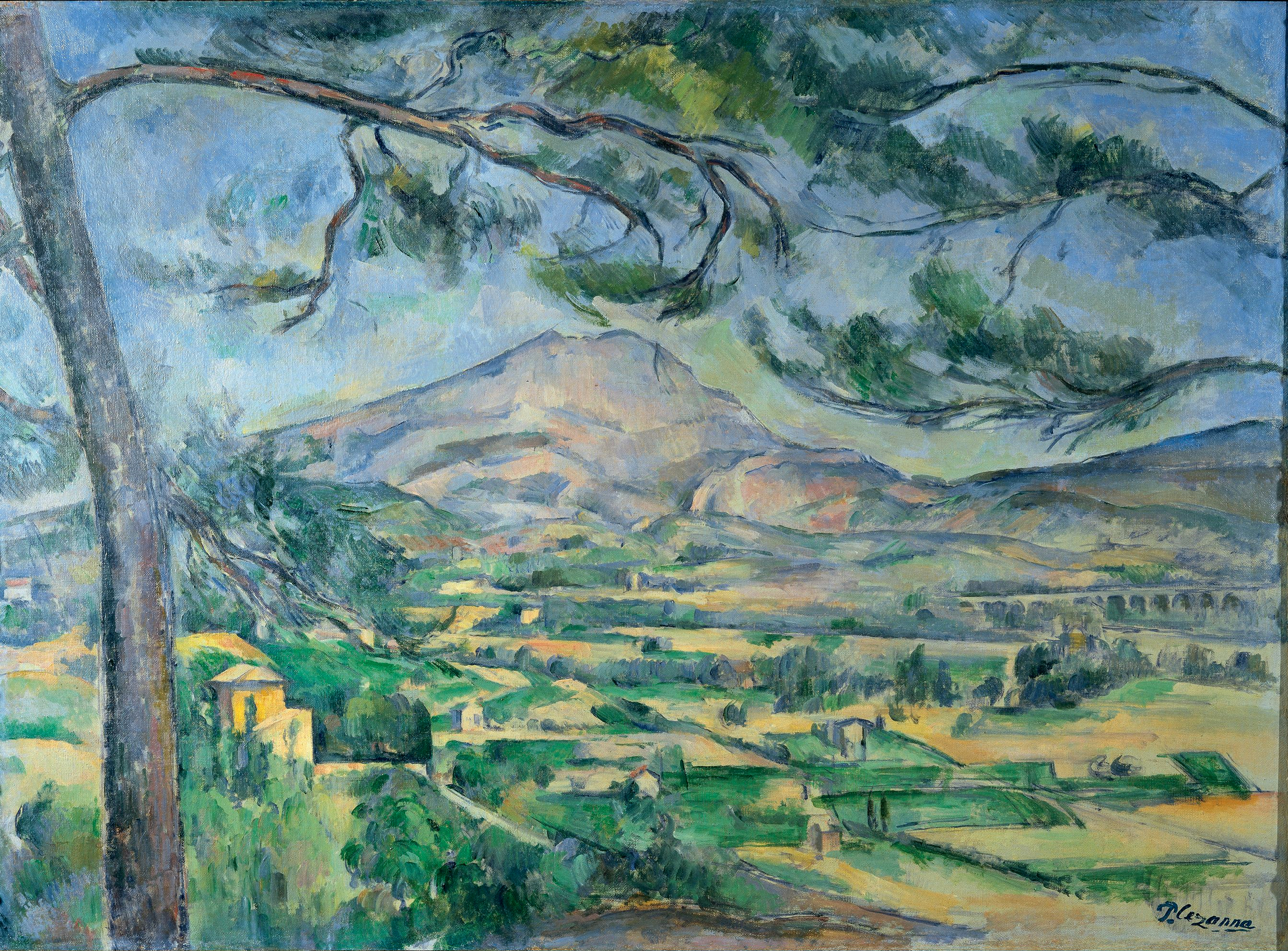
Mont Sainte-Victoire 1885-1887
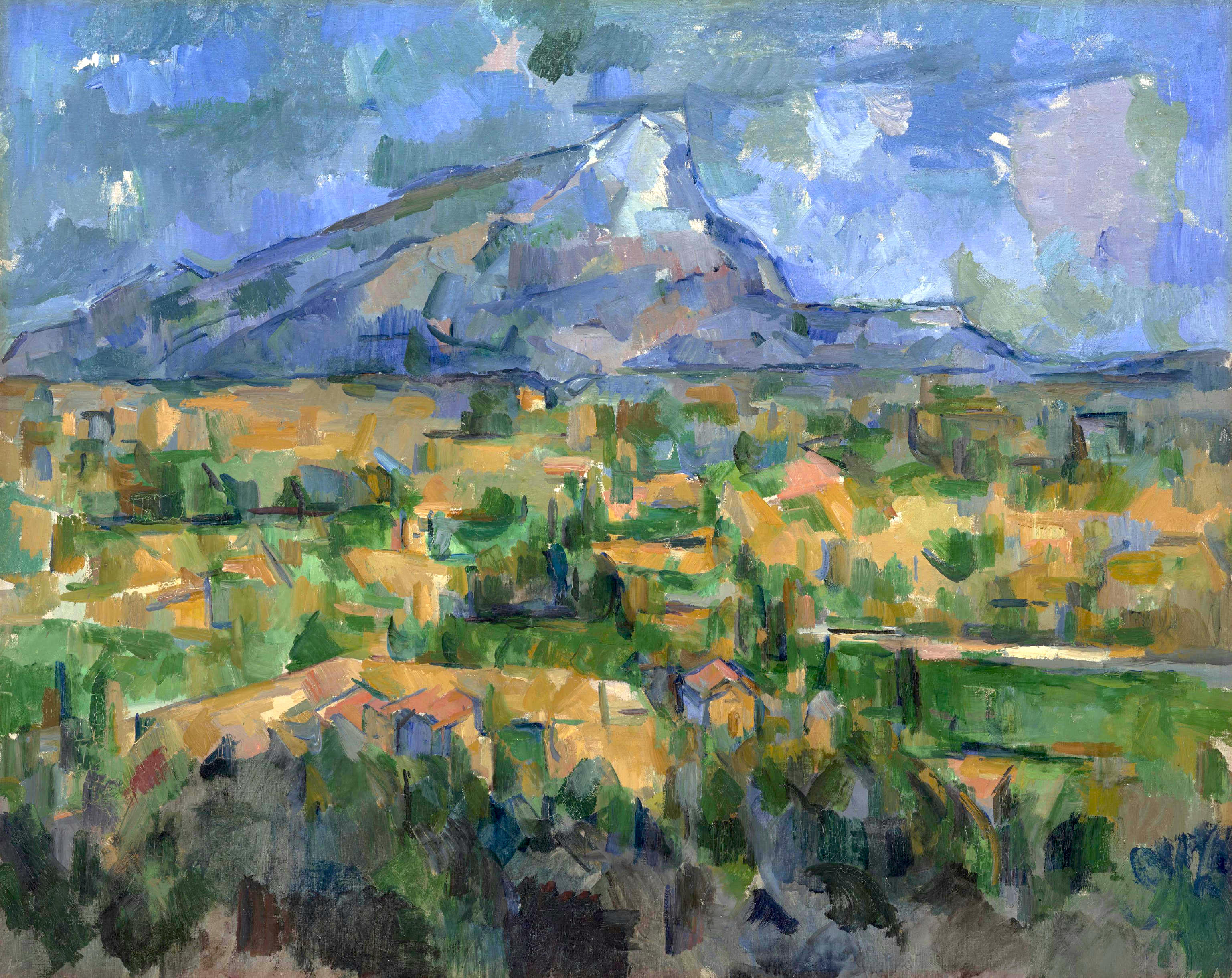
Mont Sainte-Victoire 1904
Mont Sainte-Victoire 1904-1906
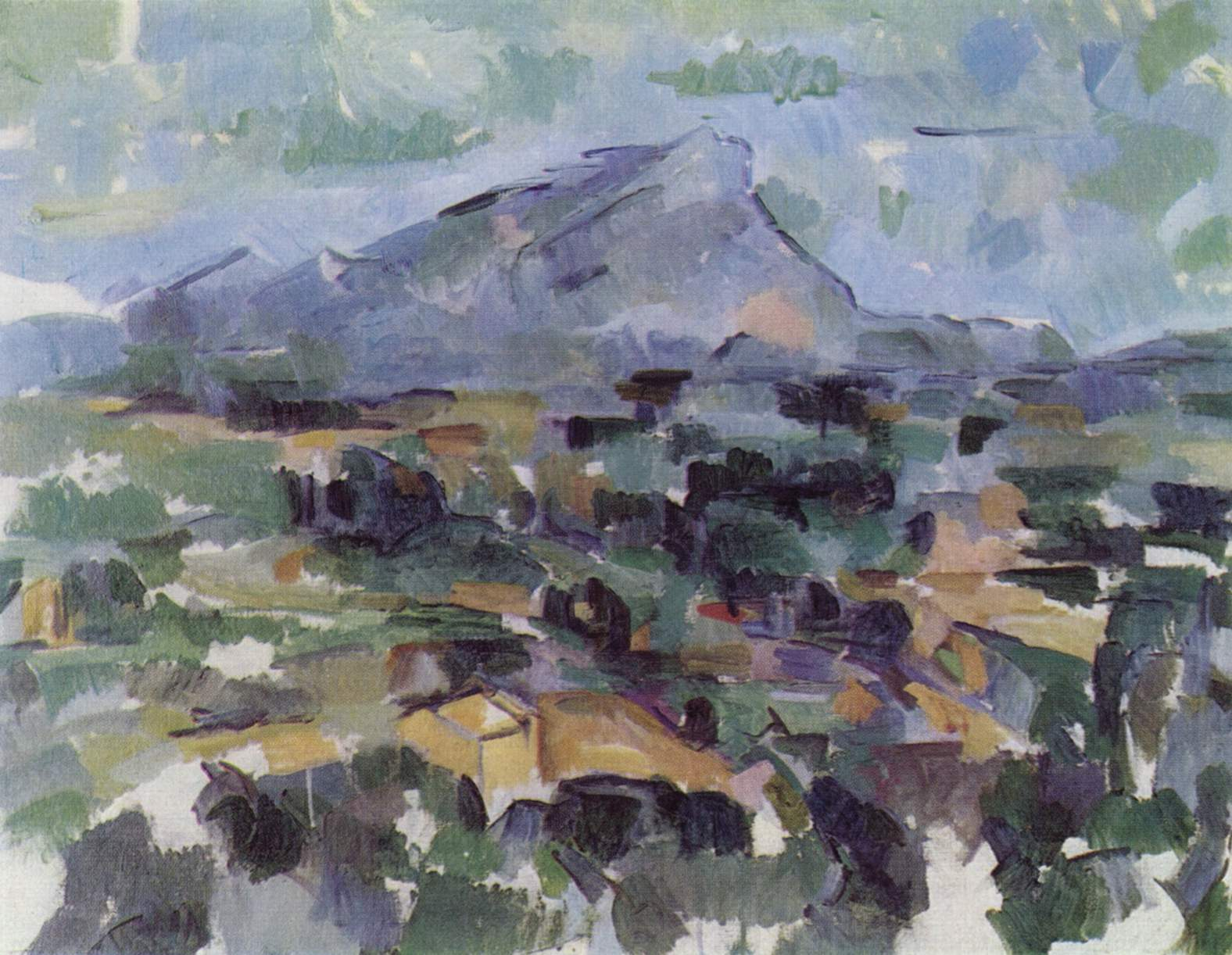
Mont Sainte-Victoire 1904-1906
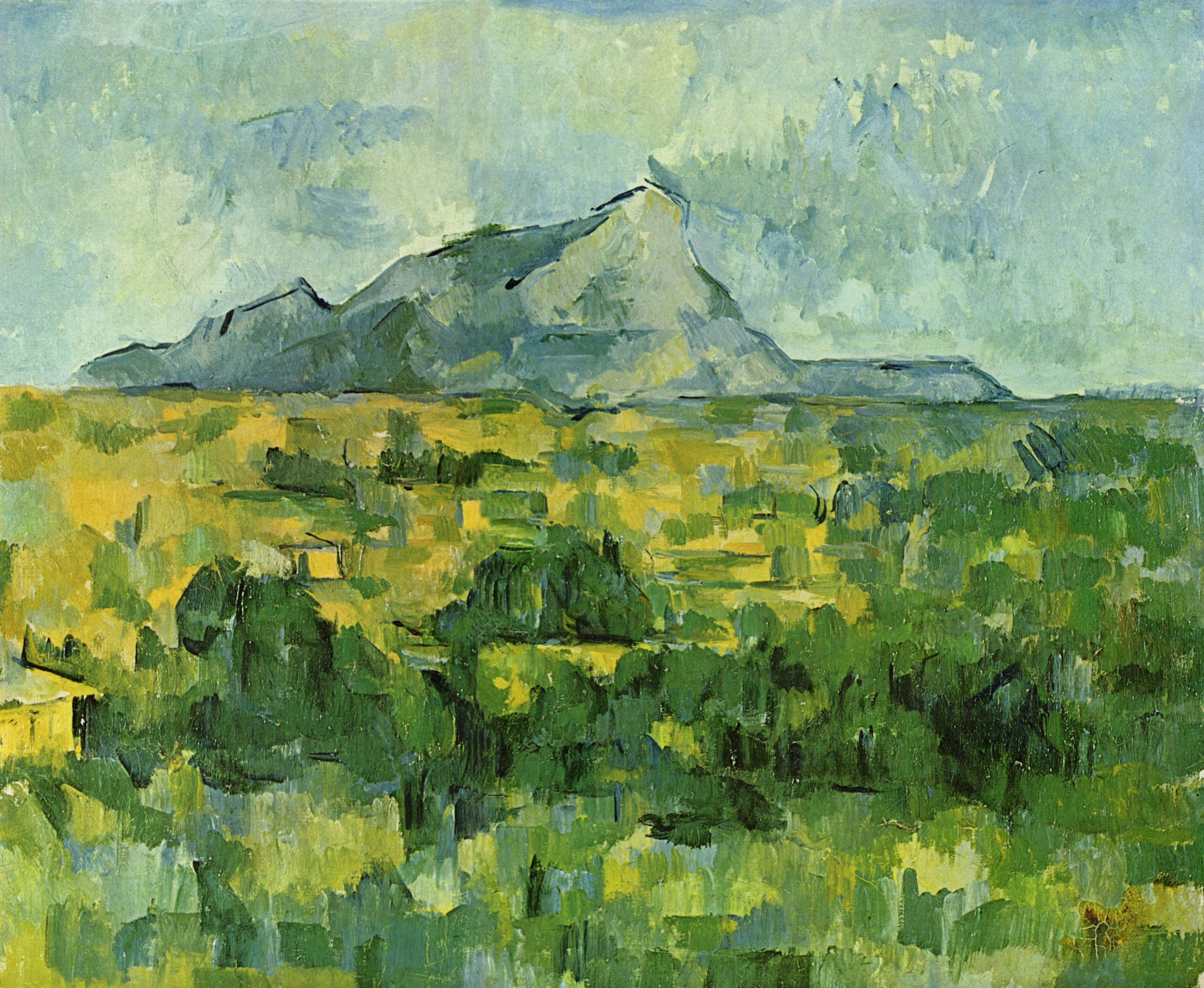
Mont Sainte-Victoire 1904-1906
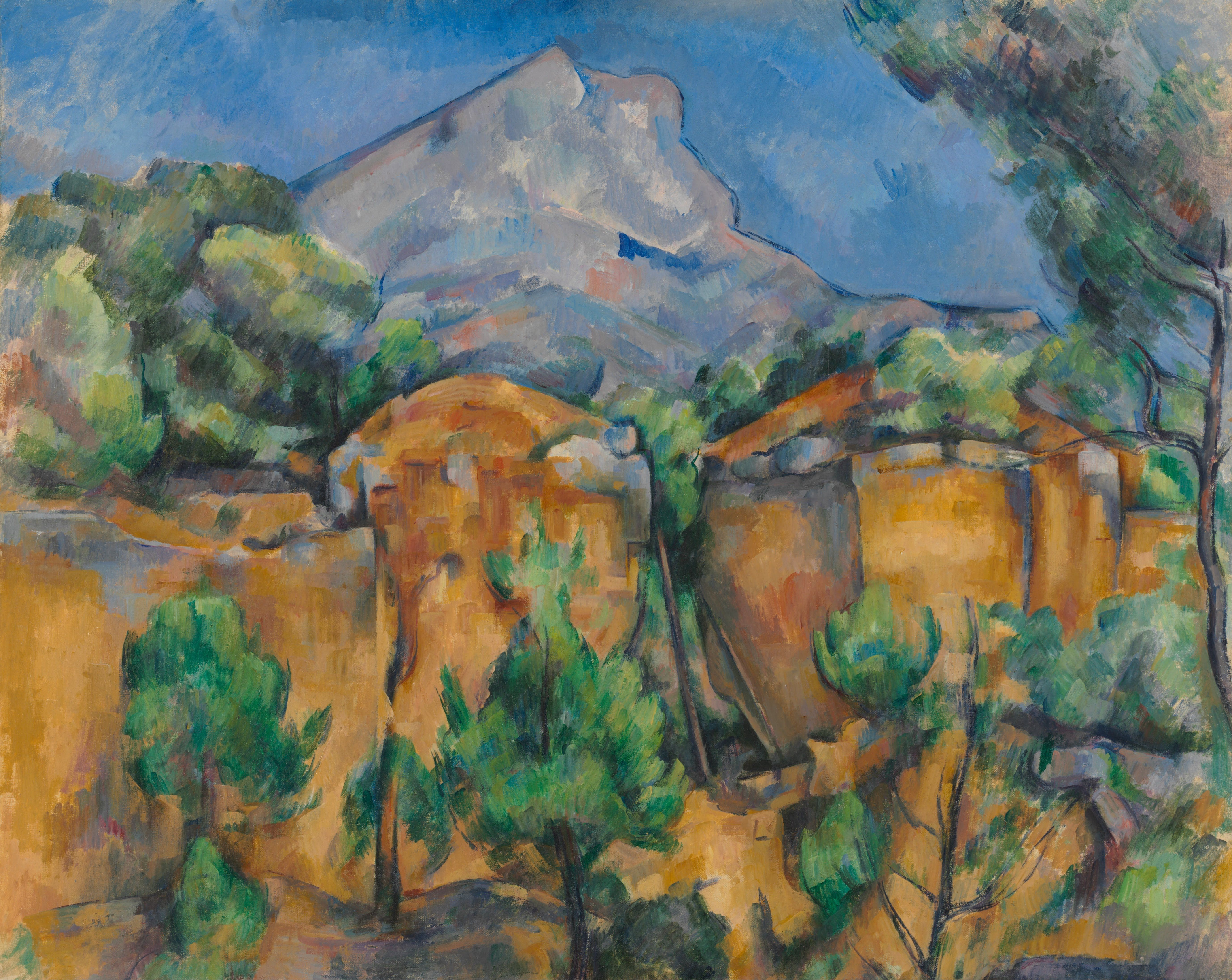
Montagne Sainte-Victoire, Blick vom Steibruch Bibémus c. 1897
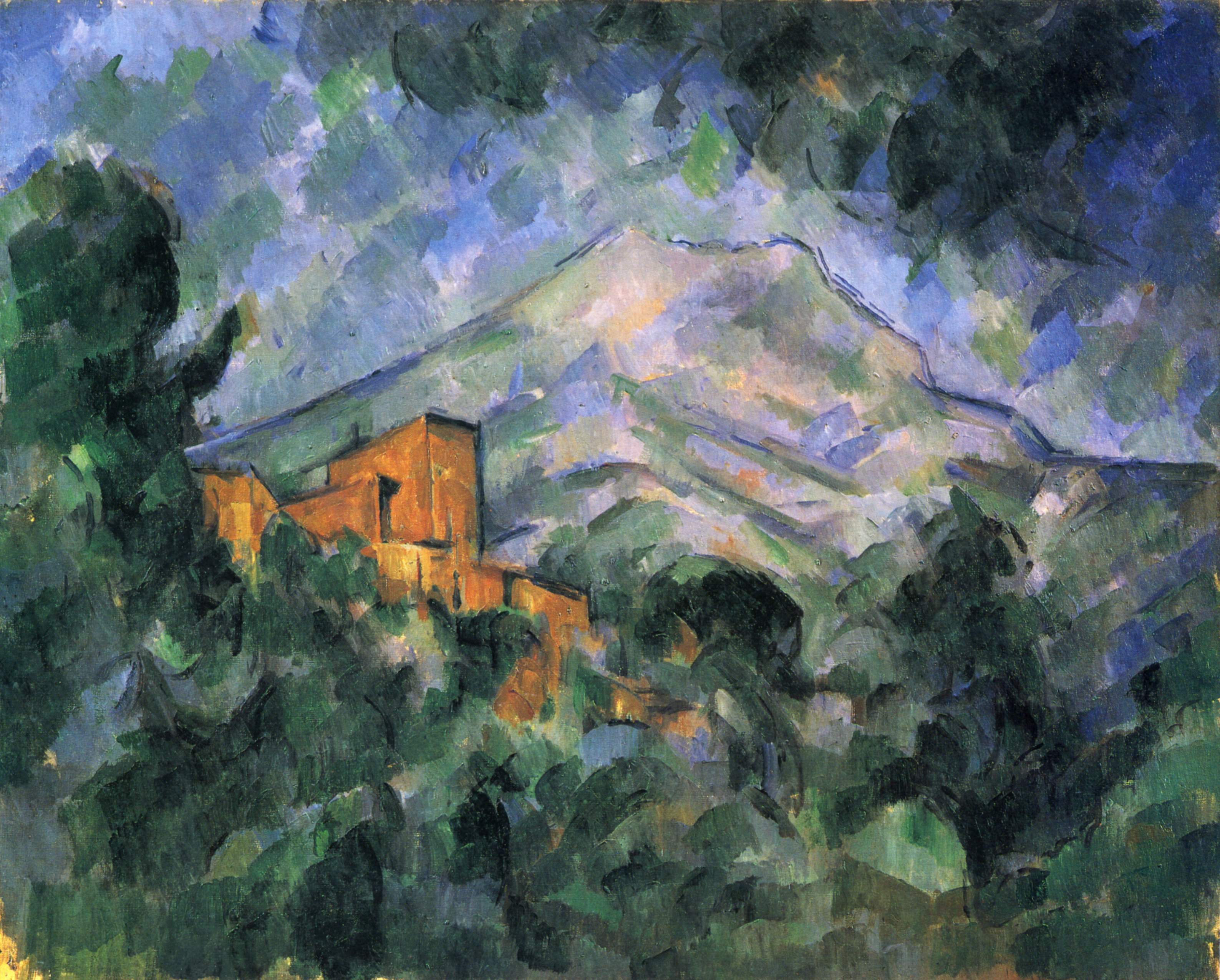
Montagne Sainte-Victoire und Château Noir 1904-1906
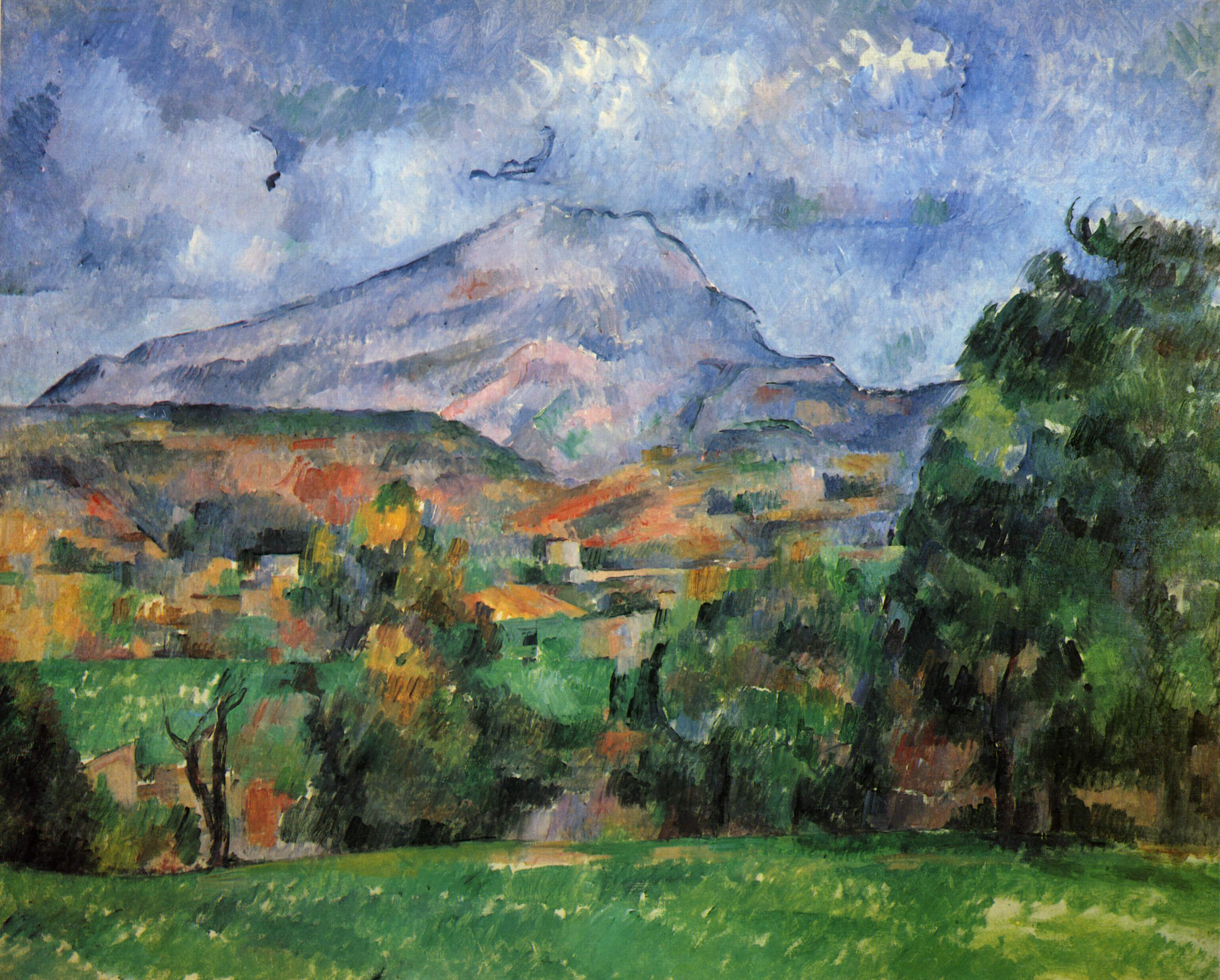
Montagne Saint-Victoire 1888-1890
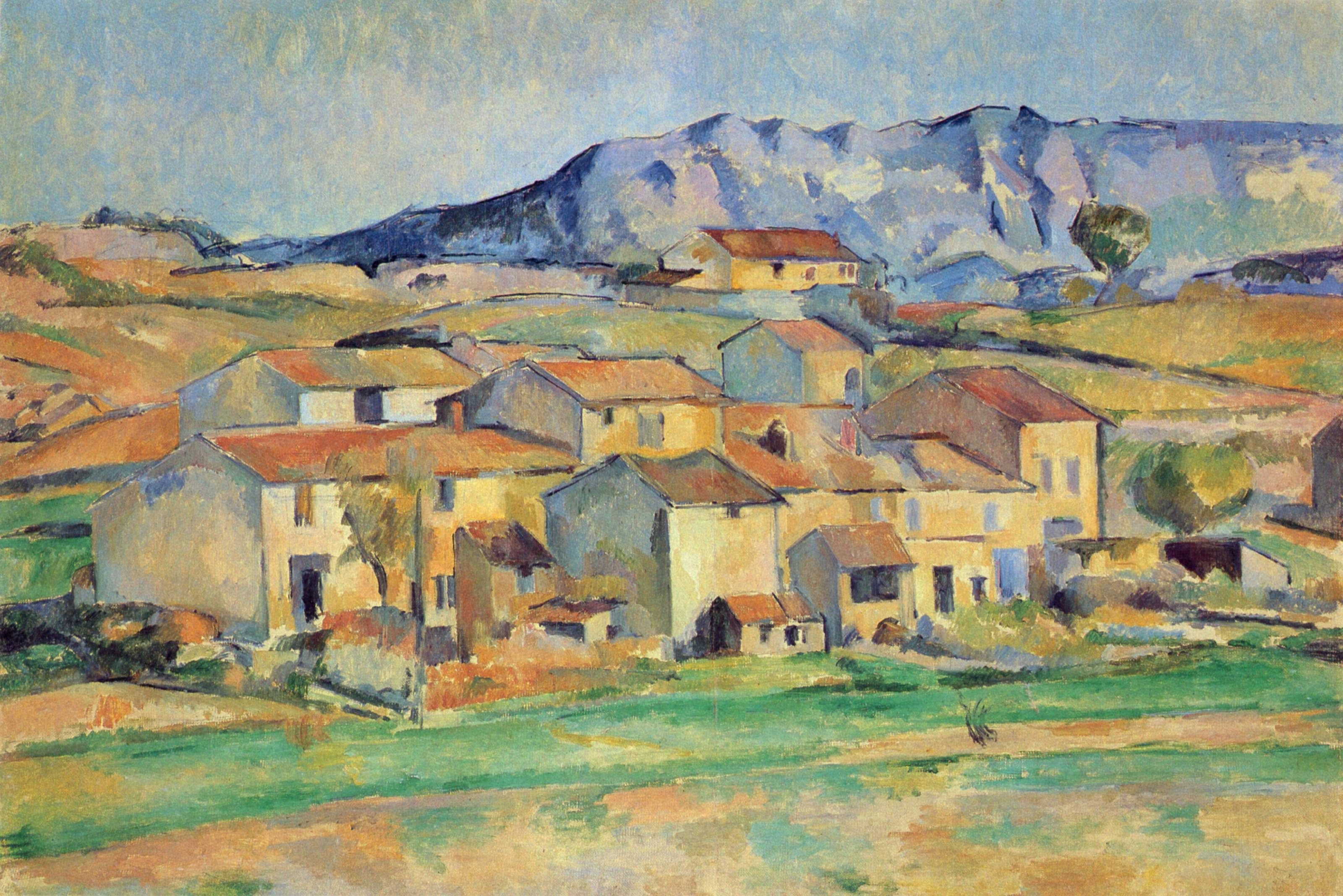
Montagne Sainte-Victoire, von der Umgebung beu Gardanne aus gesehen 1886-1890
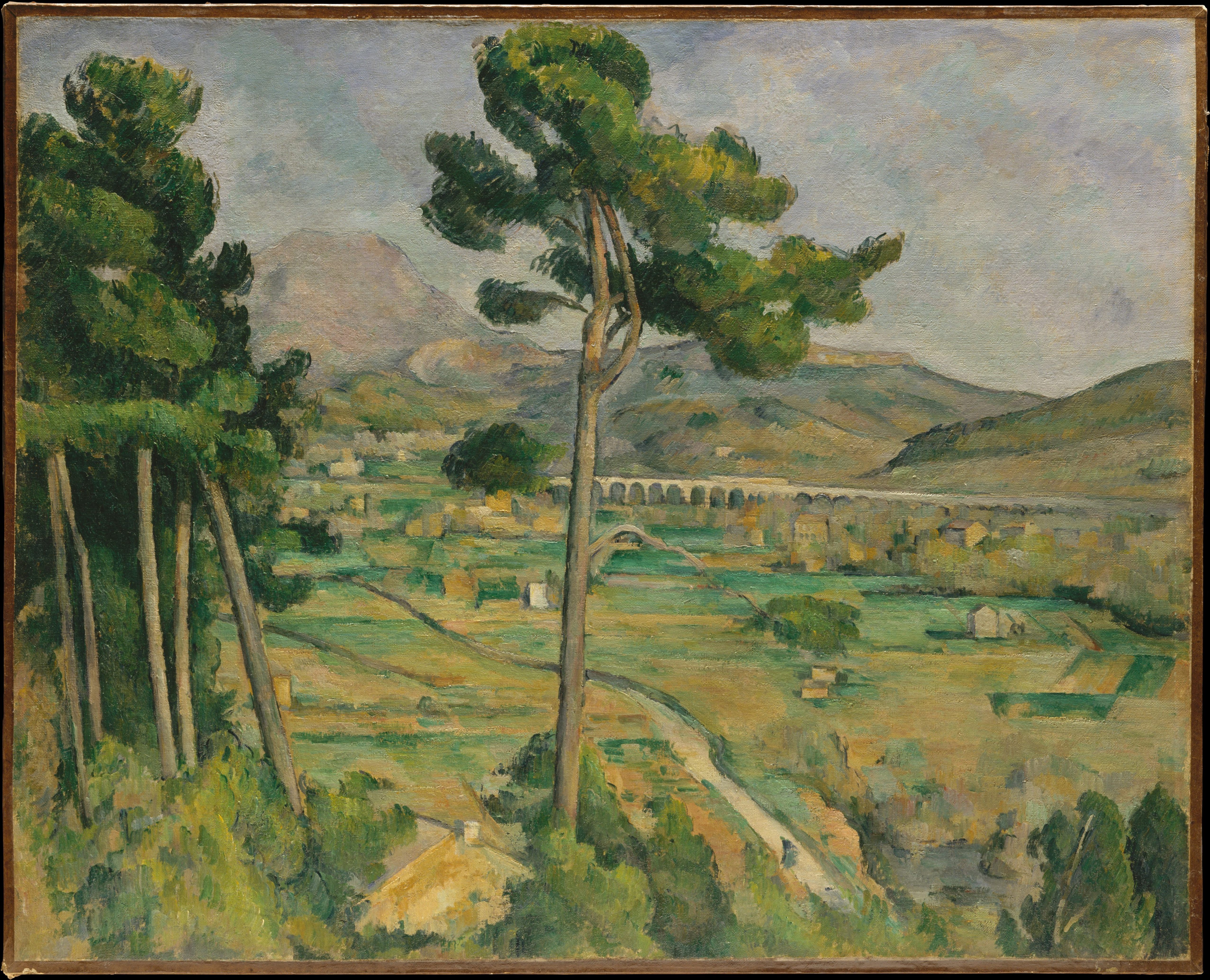
Montagne Sainte-Victoire, von Bellevue aus gesehen 1882-1885
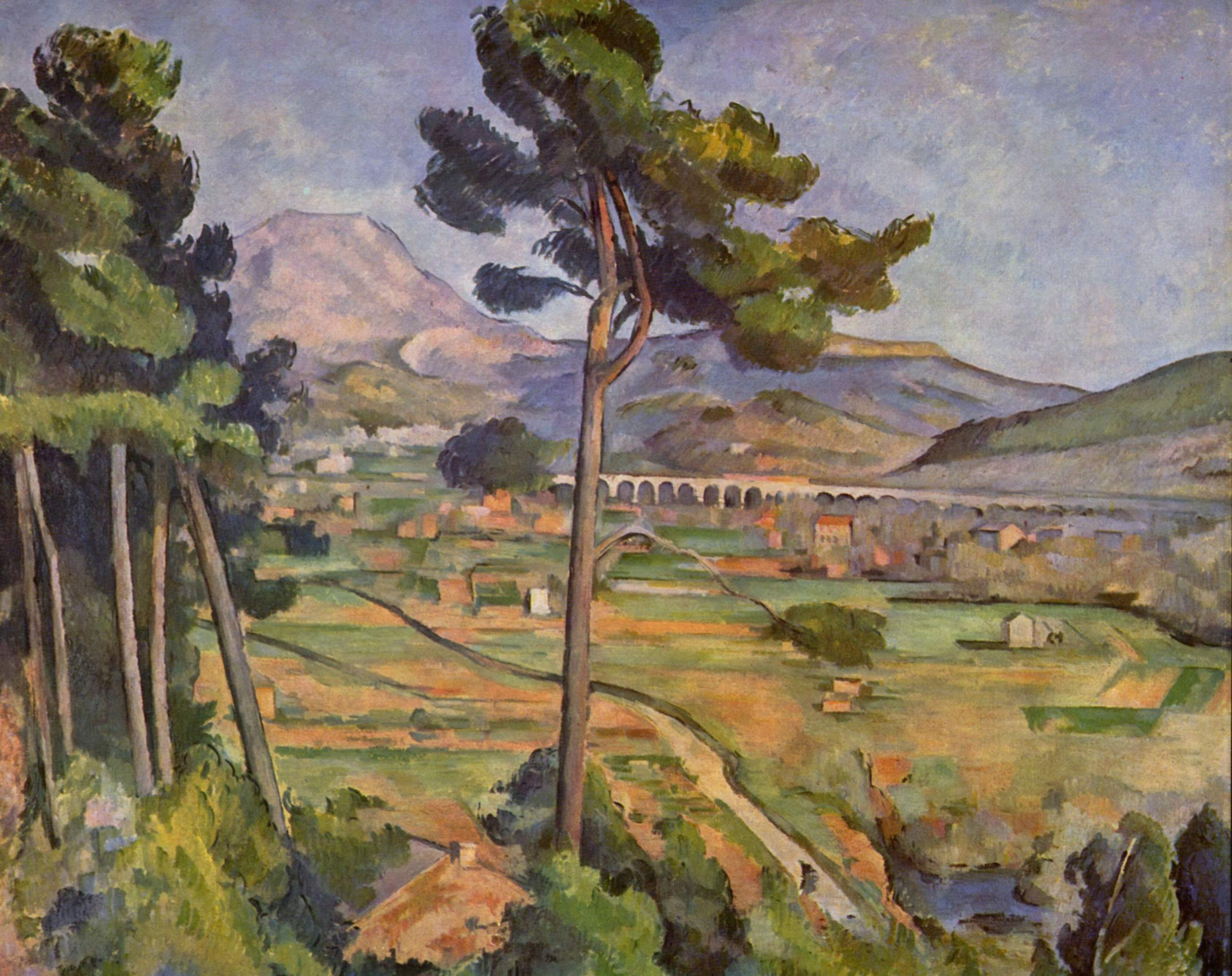
Landschaft mit Viadukt 1885-1887 (Metropolitan Museum of Art)
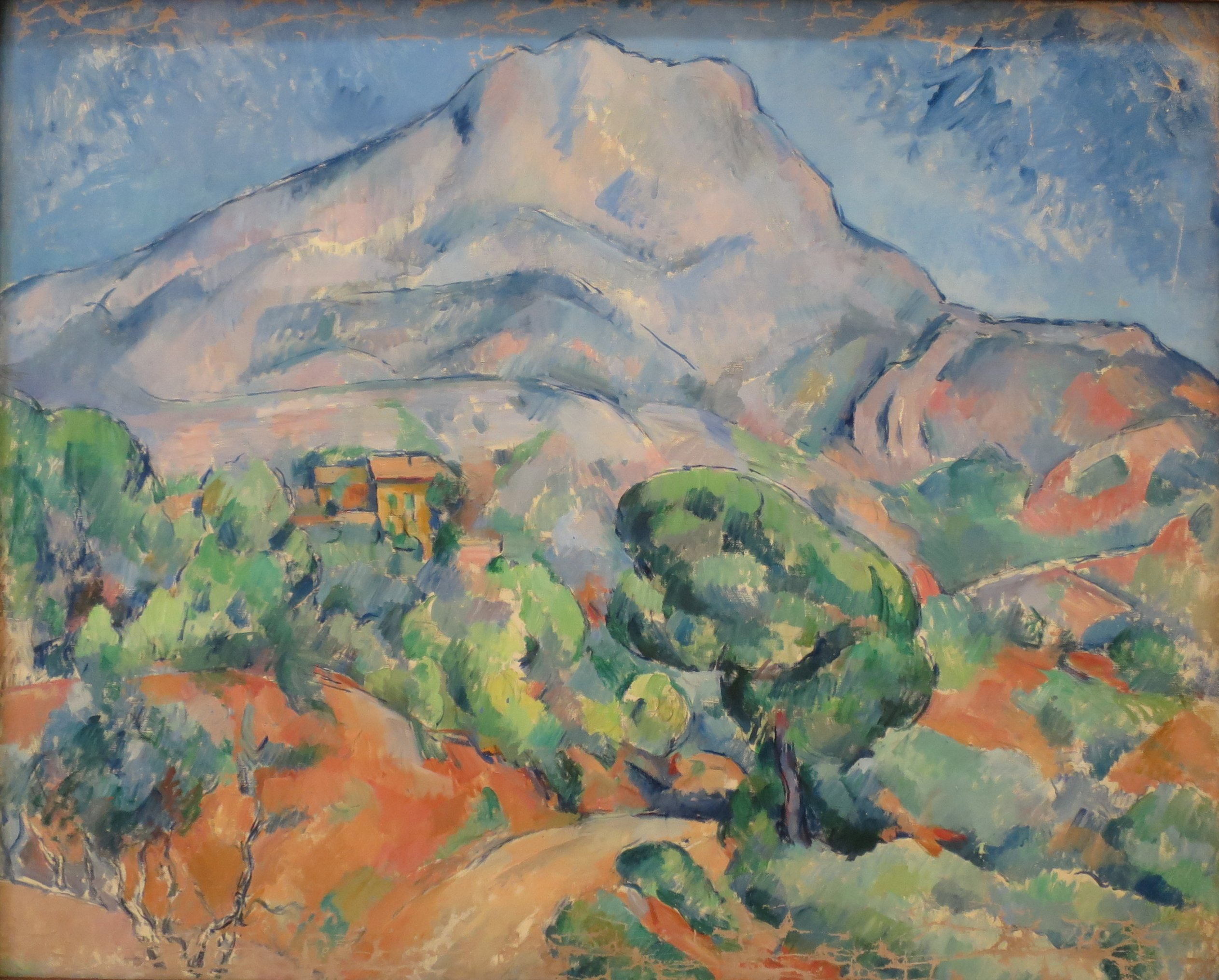
Straße vor dem Gebirge Sainte-Victoire 1898-1902
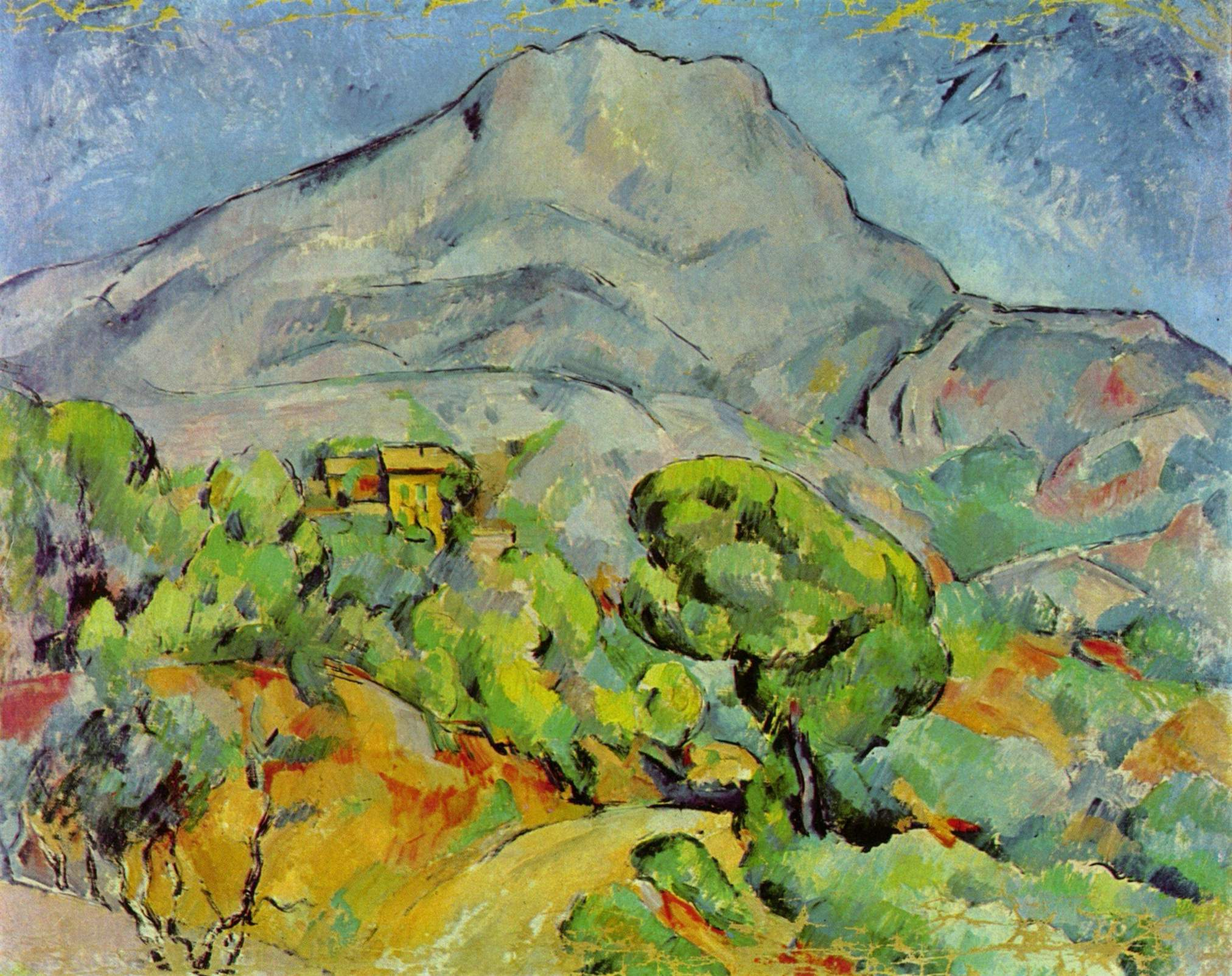
Straße an der Montagne Sainte-Victoire 1898-1902
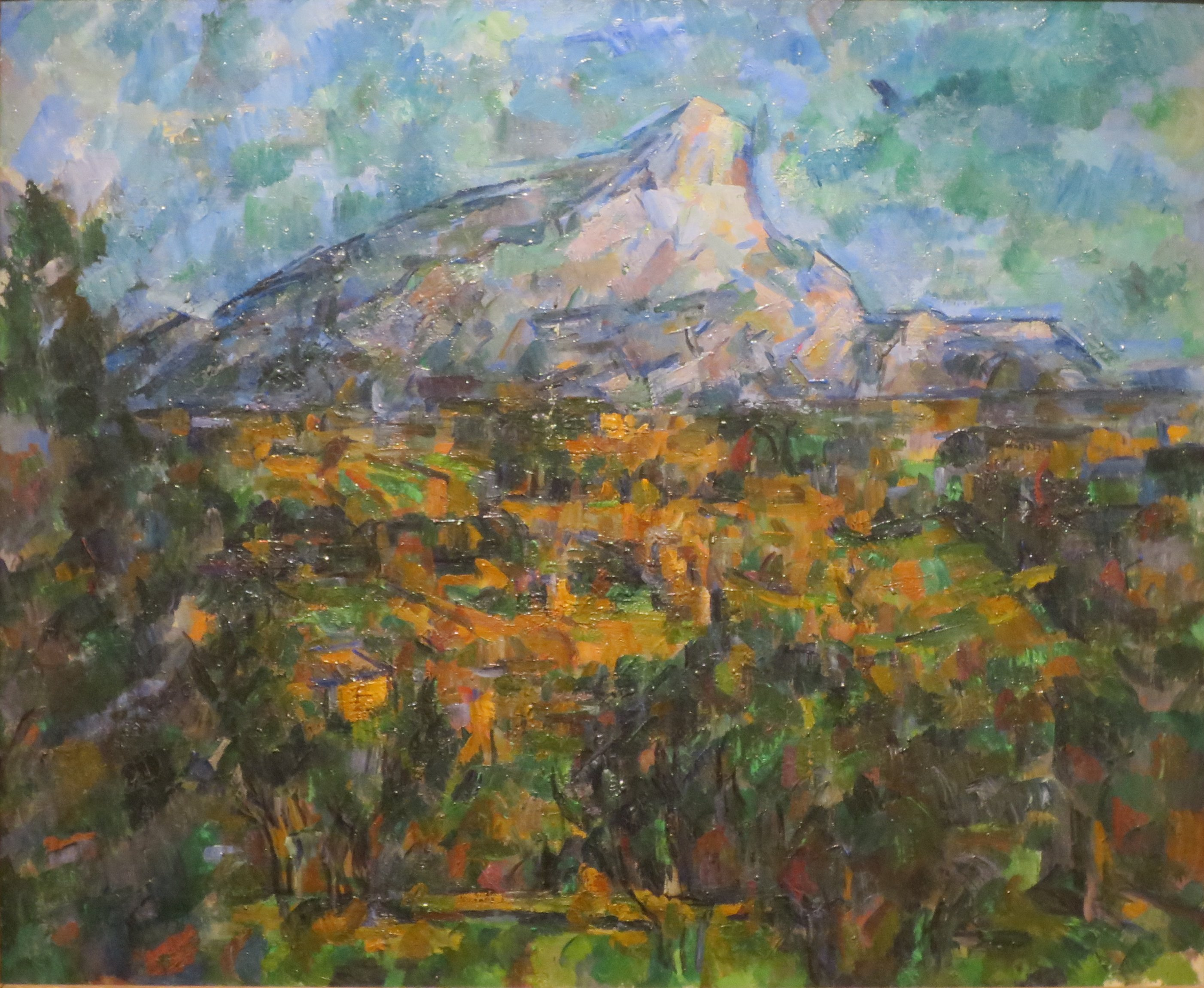
Mont Sainte Victoire -  view from Lauves
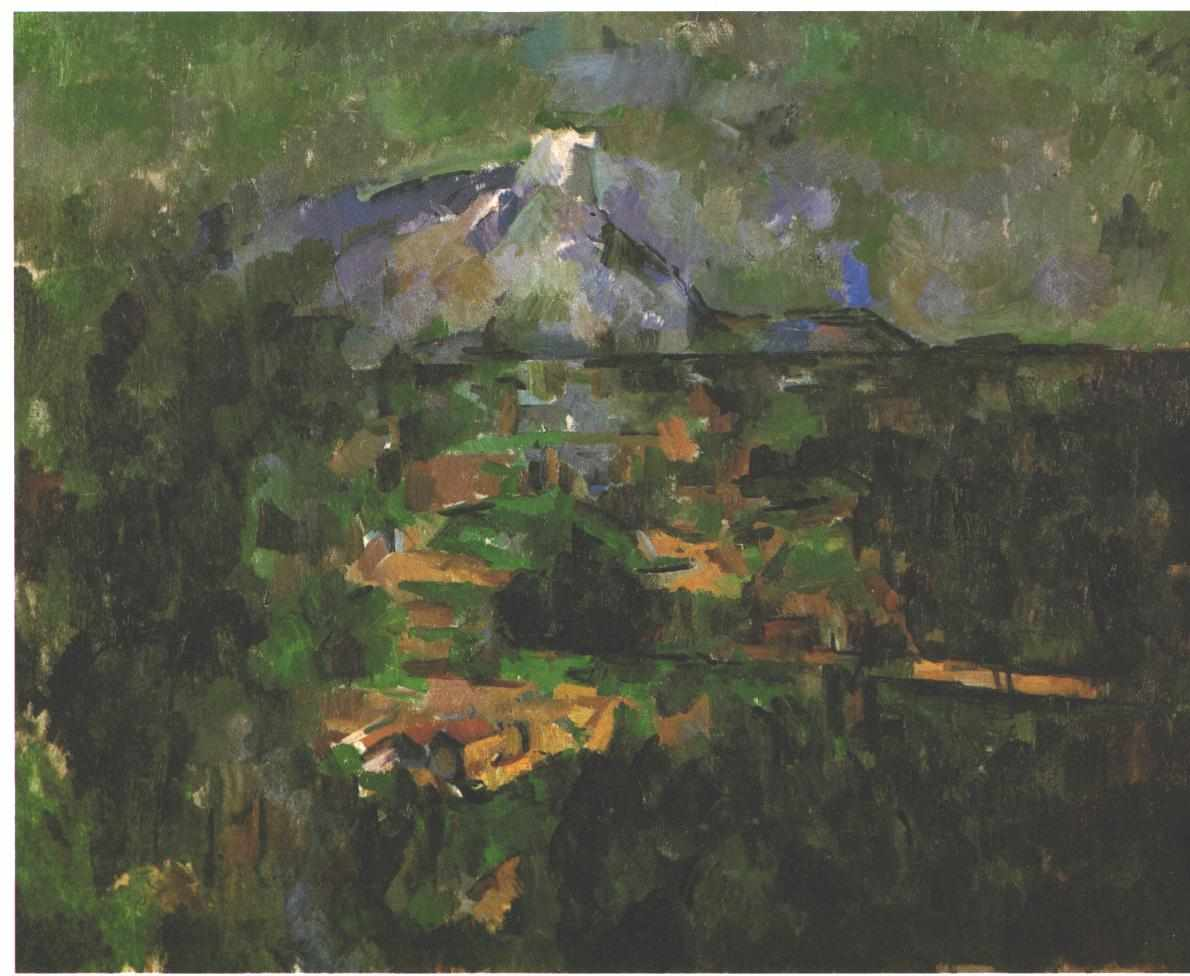
Mont Sainte Victoire -  view from Lauves
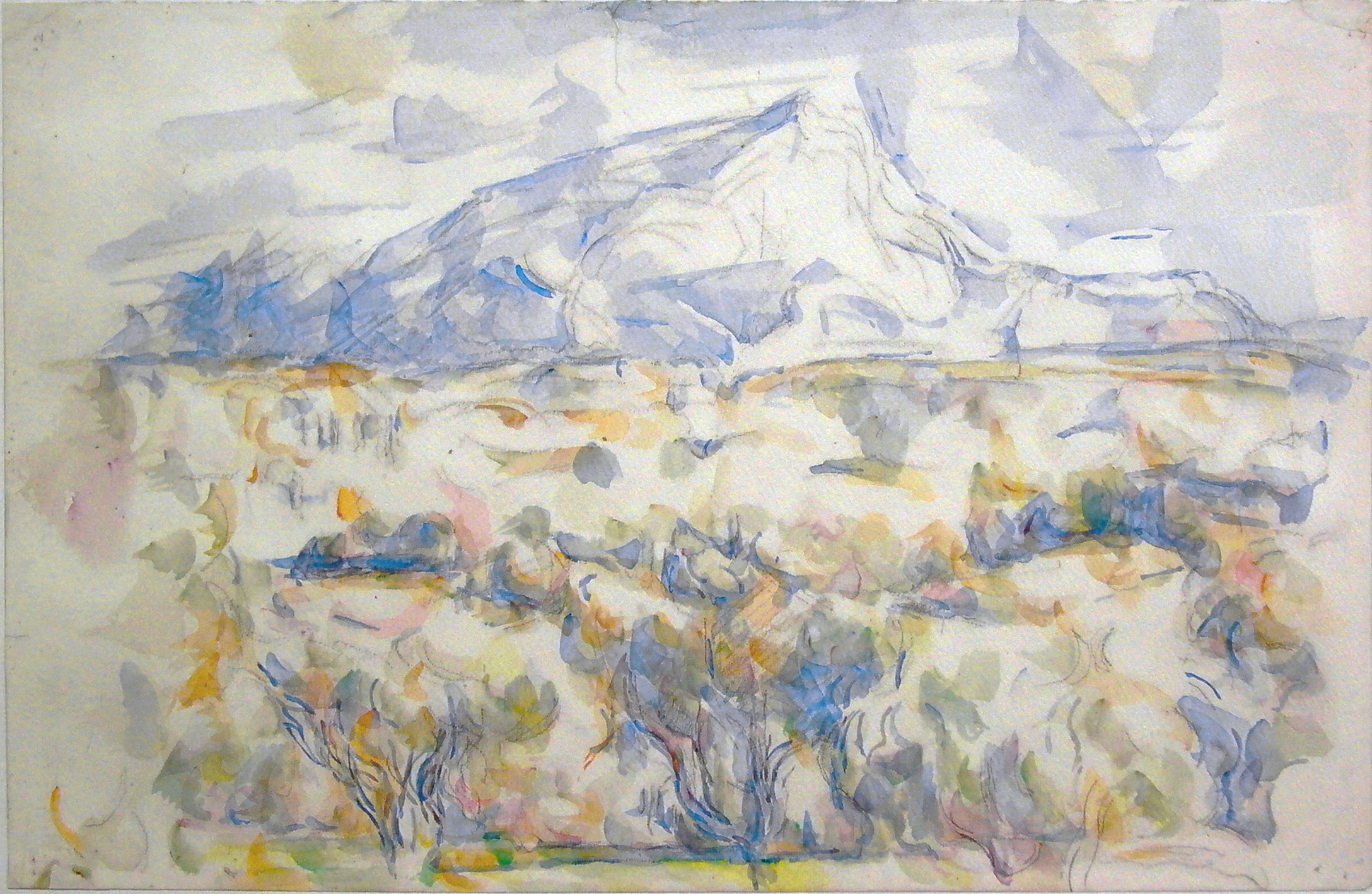
Mont Sainte Victoire -  view from Lauves
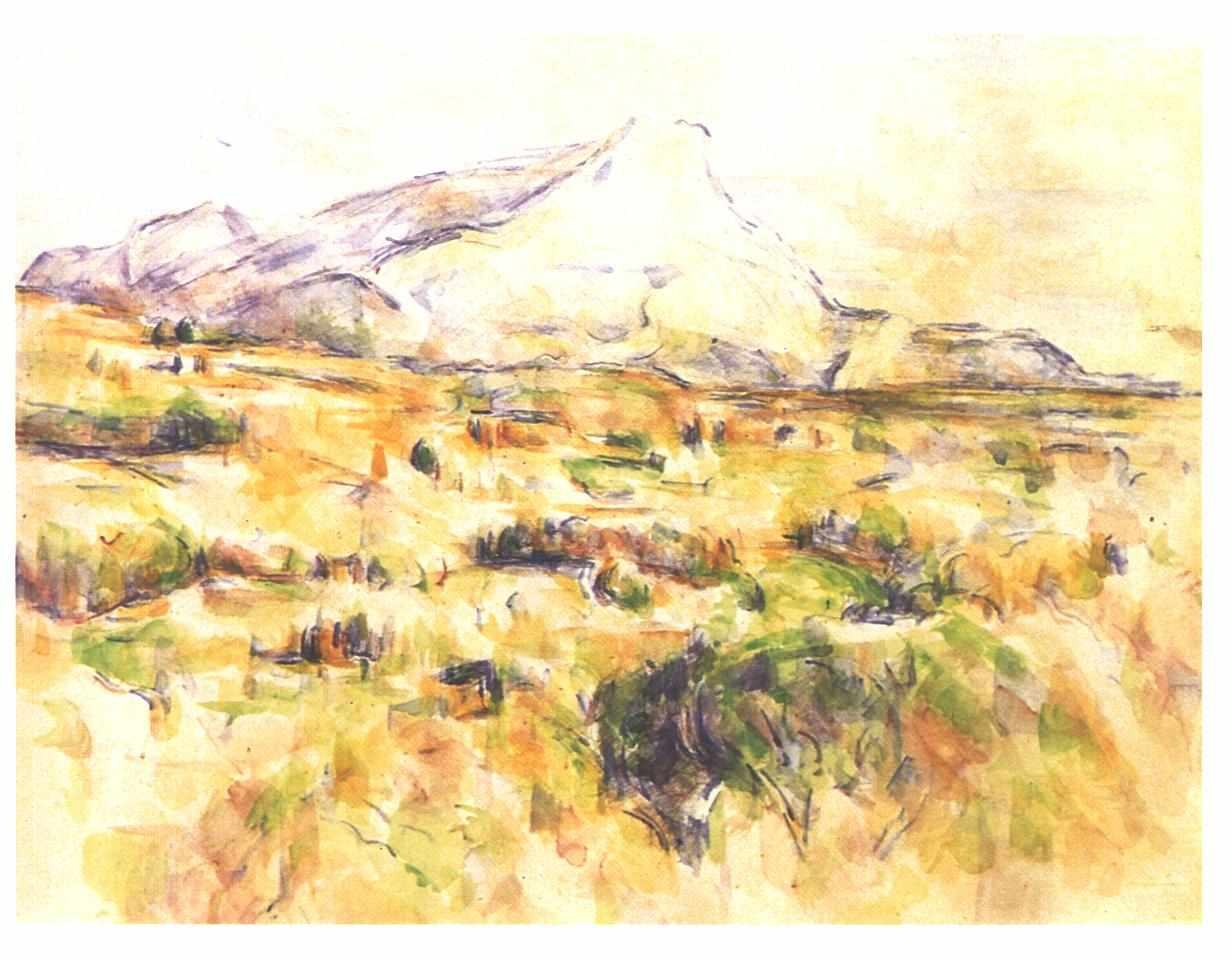
Mont Sainte Victoire

Stilleven met zwarte klok (1869-1870) · Une moderne Olympia (1873) · Drie Baadsters (1874-1875) · Zelfportret voor vaalrode achtergrond (1875) · Fruitschaal, glas en appels (1880) · Zelfportret met hoed (1879-1882) · De Bader (1885) · De Golf van Marseille gezien vanaf L'Estaque (1885) · Harlekijn (1888-1890) · Mardi Gras (Cézanne) (1888-1890) · Madame Cézanne sur une chaise jaune (1888-1890) · Mand met appelen (1893) · Stilleven met appels (1893-1894) · De kaartspelers (1893-1896)  · De grote baadsters (1906) · Baadsters (reeks) · Mont Sainte-Victoire (reeks)